# Riażenka
Riażenka (z ros. ря́женка), riażanka (z ukr. ря́жaнка), rażanka, prażanka (z biał. ра́жанка, пра́жанка) – napój mleczny powstały w wyniku fermentacji mlekowej, z mleka poddanego kilkugodzinnej obróbce termicznej.
Riażenka swój karmelowy kolor zawdzięcza reakcji Maillarda. Tradycyjny napój kuchni białoruskiej, rosyjskiej i ukraińskiej.
Pierwszą firmą w Polsce karmelizującą mleko w riażenkę była Okręgowa Spółdzielnia Mleczarska w Prudniku.
Podobnym (jednak nie identycznym) napojem jest rosyjski warieniec (ros. варене́ц).